# ليلى جبلي
ليلى جبلي (مواليد 1933) هي مثقفة وشاعرة جزائرية، تعرضت للسجن والتعذيب على يد السلطات الاستعمارية الفرنسية أثناء حرب الاستقلال الجزائرية .
قصيدتها، (إلى جلادي، الملازم د.. - Pour mon tortionnaire، le Lieutenant D..)، كُتبت أثناء سجنها عام 1957 في سجن باربيروس في الجزائر المحتلة فرنسيًّا، تصور بوضوح حالات اغتصاب متعددة في السجن، وتنتهي بوصف الحياة اليومية اللطيفة للمعذب.
وقد أُدرجَت القصيدة في مختارات شعرية في كتاب شاعرات العالم (1983)، وكتاب هاينمان للشعر النسائي الأفريقي (1995)، و كتاب النار في الروح: 100 قصيدة من أجل حقوق الإنسان (2009).